# Jeff Cronenweth
Jeffrey Scott "Jeff" Cronenweth (14 de enero de 1962) es un director de fotografía que vive en Los Ángeles, California, conocido por sus trabajos de dirección de fotografía en películas de David Fincher como El club de la lucha, La red social, o The Girl with the Dragon Tattoo. Por las dos últimas fue nominado al Óscar a la mejor fotografía. Es hijo del también director de fotografía Jordan Cronenweth.

## Biografía
Graduado por la USC Escuela de Cine y Televisión, fue invitado a unirse como director de cine a la sección de la Academia de Artes y Ciencias Cinematográficas en 2004. Jeff es hijo de Jordan Cronenweth, uno de los directores de fotografía más influyentes en la historia del cine. Además, es también hermano del escritor Tim Cronenweth y la actriz Christie Cronenweth. Tiene una hija llamada Skylar Cronenweth. Está casado con Tyne Doyle.

## Carrera
Jeff trabajó con su padre Jordan Cronenweth (conocido por su trabajo en Blade Runner) como ayudante de cámara y segundo cámara durante su estancia en el instituto. Más tarde fue ayudante de primer cámara y operador de cámara hasta mitad de los años noventa. Su primera película importante donde trabajó como director de fotografía fue El club de la lucha. Otros largometrajes notables donde trabajó fueron Retratos de una obsesión, K-19: The Widowmaker, Abajo el amor, La red social, The Girl with the Dragon Tattoo, Hitchcock o Perdida. 
En 2011, Jeff estuvo nominado para un Óscar a la mejor fotografía por su trabajo en La red social. Para 2012 estuvo nominado a un segundo Óscar por su labor en The Girl with the Dragon Tattoo.

## Filmografía
- El club de la lucha (1999)
- Retratos de una obsesión (2002)
- K-19: The Widowmaker (2002)
- Abajo el amor (2003)
- La red social (2010)
- The Girl with the Dragon Tattoo (2011)
- Hitchcock (2012)
- Perdida (2014), de David Fincher
- A Million Little Pieces (2018), de Sam Taylor-Johnson
- Being the Ricardos (2021), de Aaron Sorkin
- Tron: Ares

## Estilo
Jeff es conocido por sus dim-lit, close-up, o long shot,  mostrados por ejemplo en El club de la lucha, así como en muchos de los vídeos de música y anuncios en los que ha trabajado. Según dice del El club de la lucha, «Ya sea que estuviéramos dentro o fuera, siempre quisimos mantener una profundidad de campo para mantener a la audiencia enfocada en lo que queríamos que vieran».

## Premios y reconocimientos
Premios Óscar
| Año  | Categoría        | Película           | Resultado |
| ---- | ---------------- | ------------------ | --------- |
| 2011 | Mejor fotografía | The social network | Nominado  |